# Tschechoslowakische TT
Die Tschechoslowakische TT (Tschechoslowakische Tourist Trophy) war ein internationales Motorrad-Rennen, das 1926 und 1927 ausgetragen wurde.
Die erste TT war bereits für das Jahr 1925 geplant, wurde aber abgesagt. Im folgenden Jahr wurde die Tschechoslowakische TT auf einer 22,4 km langen Strecke in Karlova Studánka im Okres Bruntál im Osten Tschechiens veranstaltet. 1927 fanden die Rennen auf einem 8,96 km langen Rundkurs auf dem Gelände des Flughafens in Prag-Kbely statt. In diesem Jahr siegten unter anderem die international erfolgreichen deutschen Werksfahrer Walfried Winkler und Toni Bauhofer.
Im Jahr 1928 wurde die Tschechoslowakische TT vom Großen Preis der Tschechoslowakei abgelöst.

## Siegerliste
| Auflage | Datum         | Austragungsort   | Klasse  | Sieger                      |
| ------- | ------------- | ---------------- | ------- | --------------------------- |
| 1.      | 23. Juni 1926 | Karlova Studánka | 250 cm³ | Bohumil Maťha (BMW)         |
| 1.      | 23. Juni 1926 | Karlova Studánka | 350 cm³ | Alois Kraus (Royal Enfield) |
| 1.      | 23. Juni 1926 | Karlova Studánka | 500 cm³ | Rupert Karner (Sunbeam)     |
|         |               |                  |         |                             |
| 2.      | 12. Juni 1927 | Prag-Kbely       | 250 cm³ | Walfried Winkler (DKW)      |
| 2.      | 12. Juni 1927 | Prag-Kbely       | 350 cm³ | Karel Štěpán (Velocette)    |
| 2.      | 12. Juni 1927 | Prag-Kbely       | 500 cm³ | Toni Bauhofer (BMW)         |